# 皮希尔-普罗伊内格
皮希尔-普罗伊内格是奥地利施蒂利亚州利岑县的一个市镇。总面积54.34平方公里，总人口907人，人口密度16.7人/平方公里（2005年）。